# Stazione di Cartoceto-Lucrezia
La stazione di Cartoceto-Lucrezia è stata una fermata ferroviaria posta lungo la ex linea ferroviarie Fano-Urbino dismessa nel 1987, era a servizio di Cartoceto e di Lucrezia frazione di Cartoceto.

## Storia
La fermata venne inaugurata nel 1915 insieme alla Fano-Urbino, continuò il suo esercizio fino alla chiusura della linea avvenuta nel 1987.

## Strutture e impianti
La fermata è composta da un fabbricato viaggiatori e da un solo binario di circolazione da cui si dirama un tronchino utilizzato a suo tempo per lo scalo merci. Ad aprile 2016 la stazione è stata adibita ad altri usi.